# Talpi
Talpi (en grec antic θάλπιος), juntament amb el seu germà Amfímac, són dos dels cabdills que manen el contingent dels epeus de l'Èlida, segons el Catàleg de les naus a la Ilíada.
Els dos germans descendeixen d'Àctor, germà d'Augias, a través dels Moliònides, dels quals són fills. La mare de Talpe és Terèfone, filla de Dexamen, i el seu pare és Èurit. Només es menciona a la Ilíada com a pretendent d'Helena, juntament amb Amfímac, i com un dels herois que eren dins del cavall de fusta amb el que va entrar a Troia. La seva tomba i la del seu germà s'ensenyaven a l'Èlida.